# Josef Jiří Kubát
Kapitán v. z. Josef Jiří Kubát (1. července 1897 ? Luže – ???) byl český voják a námořní inženýr Rakousko-uherského námořnictva, sloužící na vojenské ponorce během první světové války, následně pak československý legionář. Během prvních dnů v rámci vzniku Československa se stal velitelem narychlo zformovaného dobrovolnické vojenské setniny v Praze, složené z někdejších námořníků, který zde působil jako ozbrojená složka revoluce v případě nutnosti boje. Jednalo se o první československou vojenskou jednotku na domácím území, včleněnou do nově vytvořené Československé armády.

## Život

### Mládí
Narodil se jako Josef Jiří Kubát patrně v okolí východočeského města Luže nedaleko Chrudimi, později byl v Lužích uváděn jako měšťan.

### Rakousko-uherská armáda
Dne 28. července 1914, když Rakousko-Uhersko vyhlásilo válku Srbsku. Kubát narukoval do rakouské Císařské armády, zařazen byl k námořnictvu do Dalmácie, s primárním nasazením na námořní základně v Pule. Během služby absolvoval námořní akademii ve Fiume na Istrijském pobřeží, kterou absolvoval v hodnosti námořního inženýra. Zde byl posléze přidělen k ponorkovému loďstvu, se kterým absolvoval několik hlídkových plaveb v Jaderském moři. V září 1918 byl za podezření ze vzpoury degradován na matrosa I. třídy. Vzpoury nebyly s končící válkou a upadající morálkou, zejména nerakouských a nemaďarských, námořníků častým jevem, známá je např. vzpoura v boce Kotorské vedená Čechem Františkem Raschem.

### Po vzniku Československa

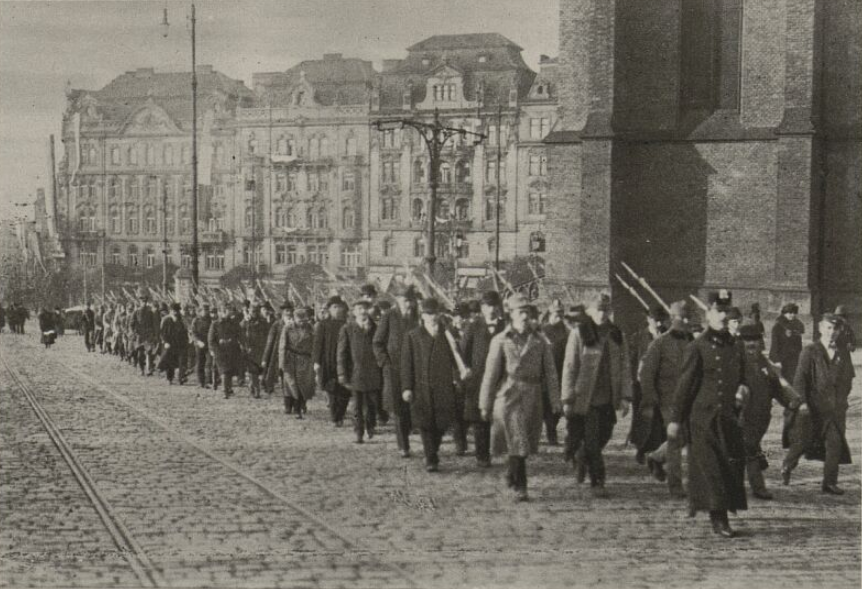
Československé milice na Purkyňově nám. (Náměstí Míru), krátce po 28. říjnu 1918

Během vyhlášení samostatného Československa 28. října 1918 pobýval Kubát na dovolené v Čechách. Ještě toho dne se během veřejných protirakouských manifestací v ulicích města setkal s několika svými vlastenecky smýšlejícími spolubojovníky z rakousko-uherského loďstva, kteří se záhy začali sdružovat do organizovaného vojenského útvaru. I přes počáteční nulový odpor rakouských úřadů při procesu pražské revoluce trvala obava z možného zásahu vojenských jednotek Císařské armády, složené především z uherských vojáků, pod velením generála Kestřanka, vojenského velitele Prahy, proti civilistům. Jelikož byla většina bojeschopných mužů na frontě a pro jednotky legionářů v Rusku (mj. kvůli Sibiřské anabázi), Francii či Itálii by bylo nemožné se do Čech tak rychle dostat, byla tato námořnický domobrana odpovědná Národnímu shromáždění první vojenskou silou na území nově vytvořené republiky.

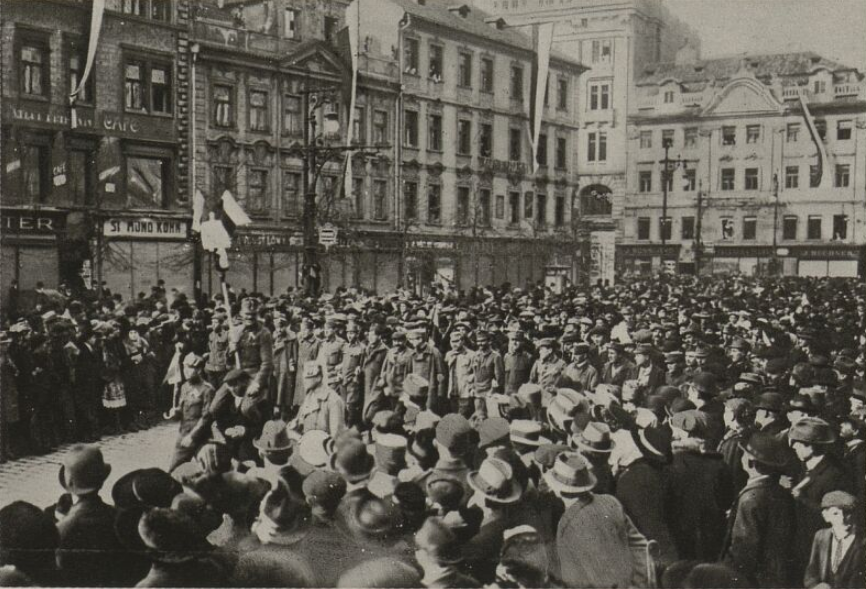
Československé milice na Václavském náměstí, krátce po 28. říjnu 1918

Pod velením Kubáta se ještě neozbrojená skupina vydala jako první k asi pětadvacetičlenné maďarské posádce kontrolující nádraží Státní dráhy nedaleko náměstí Františka Josefa I.. Všichni demoralizovaní rakouští vojáci se po oznámení o začátku revoluce a výzvě k odevzdání zbraní se zárukou volného odchodu ochotně vzdali a Kubátova skupina tak získala přibližně 25 pušek Mannlicher. Rozbila vojenské ležení v parku na Slovanském ostrově u Vltavy. Již 30. října ji tvořilo 70 bojeschopných a vojensky vycvičených členů, setnina získala další zbraně. Další akcí bylo téhož dne obležení maďarských jednotek v Karlínských kasárnách v případě, že by rakouští vojáci dostali rozkaz k zásahu proti povstání. Kubát osobně jednal z generálem Kestřankem. Ani zde nedošlo k ozbrojeným střetům – vojáci se vzdali a generál byl s třemi pobočníky internován. Během šesti dnů již celá jednotka čítala na 4000 mužů, posléze se přesunula do Josefských kasáren. Kubátovi námořníci pak získali ubikace v uvolněné kadetní škole, Kubát byl povýšen do hodnosti kapitána. Jednotka pak tvořila primární sílu nově vytvořené Československé armády, formálně vzniklé již 28. října 1918. V následujícím čase byla pověřena náborem nových členů s ambicí dosáhnout počtu přes 100 000 vojáků.

### Boje na Slovensku
Již v listopadu 1918 byly československé vojenské sbory vyslány k boji v Československo-maďarské válce proti Maďarské republice rad na jižní slovenské hranici, trvající až do roku 1919. Pod Kubátovým velením operovala jeho jednotka v prostoru okolo Púchova a Trnavy až do jara 1919. Posléze byla stažena do kasáren v Litoměřicích.
Kubát pak z armády okolo roku 1928 odešel do zálohy.